# Sons of Liberty
För datorspelet, se Metal Gear Solid 2: Sons of Liberty.

Flaggan Rebellious Stripes som förknippas med Sons of Liberty.

Sons of Liberty var en löst sammanhållen hemlig politisk organisation som var aktiv i de tretton amerikanska kolonierna, framförallt i Boston, före det amerikanska frihetskriget. Den grundades först för att främja kolonisternas rättigheter och för att bekämpa brittiska beskattningen av kolonierna.
Enligt traditionen var Sons of Liberty en formell underjordisk organisation med flera namnkunniga medlemmar och ledare, men var snarare en allmän benämning för de som motsatte sig britternas skatter och lagstiftning. Sons of Liberty förknippas med mottot "No taxation without representation", ungefär "inga skatter utan representation". Det syftade på att ingen av de amerikanska kolonierna var representerade i Storbritanniens parlament. De spelade särskilt stor roll i ptotesterna mot stämpellagen 1765. Den upplöstes efter att stämpellagen upphävdes ett år senare, men namnet hade fått fäste och började användas av andra lokala separatistgrupper under åren före den amerikanska revolutionen, och förknippas särskilt med Tebjudningen i Boston 1773. I samband med den brukar till exempel de amerikanska patrioterna Samuel Adams, John Hancock och Paul Revere nämnas men både deras roller och förekomsten av en fast organisation med namnet Sons of Liberty tonas också ned i de sammanhangen.

## Flagga
Enligt amerikansk tradition skapade Sons of Liberty i Boston en flagga, som bestod av nio vertikala röda och vita linjer. Den kallas "The Rebellious Stripes", ungefär "rebellränderna". De nio linjerna sägs representera de nio kolonier som möttes i en konferens där de enades om att motsätta sig stämpellagen, och att den hissades vid ett träd under massmöten i Boston. Trädet, som kallades Liberty Tree, ungefär Frihetsträdet, ska sedan ha sågats ner av britterna varvid en högre flaggstång sattes upp. Historien anses inte sannolik, eftersom britterna hade mycket trupper i Boston, och myndigheterna hade inte accepterat sådana massmöten. Det finns också resonemang om att flaggan var en mer generell flagga för kolonierna, oberoende av konflikten mellan de som var lojala mot britterna och de som ville ha självbestämmande. Den kan sedan ha legat till grund för de tretton rödvita ränderna i amerikanska flaggan.